# Calle Hewes (línea Jamaica)
La Calle Hewes es una estación en la línea Jamaica del Metro de Nueva York de la B del Brooklyn–Manhattan Transit Corporation. La estación se encuentra localizada en Williamsburg, Brooklyn entre la Calle Kosciuszko y Broadway. La estación es servida en varios horarios por los trenes del Servicio  y .